# Патријарх грузијски Илија II
Патријарх грузијски Илија II (груз. კათოლიკოს-პატრიარქი ილია II) 
Његова светост и блаженство патријарх-католикос све Грузије, архиепископ мцхетски и тбилиски и митрополит пицундски и сухумско-абхазијски.

## Биографија
Рођен је 4. јануара 1933. године као Ираклије Георгиевич Гудушаури-Шиолашвили.  Родитељи - из области Казбеги: отац, Георгије Симонович Шиолашвили, - из села Сно; мајка, Наталиа Јосифовна Кобаидзе - из села Сиони. Презиме Гудушаури древно је грузијско презиме. 1927. године преселили су се у Владикавказ.
Био је четврто дете у породици. Као новорођенче крстио га је архимандрит Тараси (Канделаки) на дан празника Рођења Христовог у грузијској цркви; име Ираклија је добио по грузијском краљу Ираклију II.
Године 1952. завршио је руску средњу школу бр. 22 у граду Орджоникидзе (тадашњи назив за Владикавзаз) и уписао Московску богословију, где је дипломирао 1956. године, а потом наставио студије на Московској теолошкој академији.
16. априла 1957. године, у 24. години живота, у храму Светог Александра Невског у Тбилисију, уз благослов Мелхиседека III, студент друге године теолошког фалултета примио је монашки чин са именом Илија у част светог пророка Илије. У монашки чин га је увео стари епископ Зинови (Мазхуг), који му је уједно предсказао даљњу патријархалну службу.
Два дана касније патријарх Мелхиседек рукоположио га је у чин јерођакона у Вазнесењском храму.
10. маја 1959. године, патријарх Московски и читаве Русије Алексије I рукоположио га је у чин јеромонаха.
1960. дипломирао је на Московској теолошкој академији. По завршетку академије преселио се у Грузију и постављен за свештеника храма у Батумију.
1961. године уздигнут је у чин игумана, а потом и архимандрита.
26. августа 1963. године посвећен је за епископа Шемокмеда, и викарног епископа патријарха Јефрема II.
Од 1963. до 1972. године био је ректор Теолошког факултета у Мцхети, које је у то време било једина теолошка школа у Грузији.
1. септембра 1967. постављен је за епископа Сухума и Абхазије. 1969. године уздигнут је у чин митрополита.
Након смрти патријарха Давида V, 9. новембра 1977, одлуком Светог синода именован је патријархом Локум Тененсом. 23. децембра 1977. изабран је за патријарха Илију II.
У периоду од 1978-1983. био је председник Светског савета цркава. 1997. године Грузијска православна црква се повукла из те организације.
Након његовог доласка на место грузијског патријарха десио се масовни препород православља у Грузији током 1980-их. Од 1989. године, више пута је деловао као посредник између зараћених политичких странака. Противио се плану „грузинизације“ јерменског споменика у Тбилисију и, упркос избијању оружаног сукоба, назвао браћом људе из Абхазије и Осетије
Од 1. до 4. марта 2007. године, на позив Руске православне цркве, он је посетио Русију, током које је одржано представљање 13. тома Православне енциклопедије, у којој је објављен опсежни чланак о Грузијској цркви.
6. новембра 2008. године објављено је да је патријарх Илија у Немачкој имао операцију срца у једној од клиника.
Одлуком Светог Синода 21. децембра 2010. године постављен је за администратора Абхазијске епархије. 18. јуна 2013. године, крстио је око хиљаду становника покрајине Аџарије у храму Рођења Пресвете Богородице Марије у Батумију..